# کاننانکسکی
کانْنانْکُسْکی (به فنلاندی: Kannonkoski) یک منطقهٔ مسکونی در فنلاند است که در فنلاند مرکزی واقع شده‌است.

## خواهرخوانده
شهر دهستان ماکسا خواهرخواندهٔ کاننانکسکی هست.